# Calabria (traghetto)
La Calabria era una nave passeggeri appartenente alla Classe Regione, costruita con questo nome per la Tirrenia di Navigazione nel 1952. Convertita nel 1967 in traghetto ro-ro passeggeri, tornò in seguito in servizio per la Tirrenia fino al 1988, quando fu venduta per la demolizione.

## Caratteristiche

### Come nave passeggeri
In configurazione originale la Calabria effettuava servizio misto merci-passeggeri. Poteva trasportare fino a un massimo di 560 passeggeri, i cui spazi erano divisi nelle tradizionali tre classi. Le sistemazioni a disposizione dei passeggeri comprendevano 30 cabine di prima classe (11 dei quali con servizi igienici privati), 33 cabine di seconda classe e 20 di terza classe turistica; erano poi presenti a bordo tre dormitori (uno per donne con 36 posti e due per uomini con 138 posti in totale) e due cabine dedicate ad eventuali detenuti e ai carabinieri della scorta. I posti letto totali erano 454. Gli spazi comuni per i passeggeri, progettati dal noto architetto Nino Zoncada, erano anch'essi separati per le tre classi: i passeggeri di prima e seconda classe avevano a disposizione un ristorante con 74 posti, un soggiorno - bar con 62 posti, una biblioteca e una sala da gioco, tutti ubicati sul ponte passeggiata, oltre ad un vestibolo con annesso ufficio turistico posizionato sul sottostante ponte di coperta. Sempre sul ponte di coperta erano posti il ristorante ed il soggiorno - bar di terza classe, rispettivamente con 82 e 50 posti Gli spazi di prima classe erano decorati con diverse opere d'arte di artisti contemporanei: la sala da pranzo fu decorata da Oscar Saccorotti, mentre sulla parete dello scalone principale fu posizionato un mosaico di Giovanni Majoli. Nella sala soggiorno fu posto un dipinto di Pino Casarini, mentre la sala gioco fu decorata da Emanuele Luzzati.
La nave era dotata di tre stive per il carico, con una capacità complessiva di 1470 m³, e di un garage, accessibile con scivoli mobili, che poteva ospitare fino a 6 automobili. La propulsione era assicurata da due eliche a passo variabile quadripala; sui due assi erano montati quattro motori Diesel FIAT 486 T a due tempi, che erogavano una potenza complessiva di 7 200 cavalli a 280 giri al minuto. La configurazione con due motori per asse fu scelta per garantire una maggiore flessibilità di utilizzo alla nave, in modo da poterla impiegare sia sulle linee principali servite dalla Tirrenia, sia su quelle secondarie, richiedenti velocità inferiori.
Nel 1959 la nave fu sottoposta a un primo intervento di ristrutturazione: gli spazi destinati a passeggeri ed equipaggio furono dotati di aria condizionata e fu montato un sistema di stabilizzatori antirollio.

### Come traghetto ro-ro
Alla fine degli anni '60, in risposta alla crescente domanda di trasporto di mezzi gommati e all'immissione in servizio, da parte di armatori privati, dei primi moderni traghetti ro-ro, la Calabria fu sottoposta, insieme ad altre tre unità della sua classe, ad un profondo intervento di riconversione. Sul ponte principale fu inserito un garage per 8 semirimorchi da 12 metri e 50 automobili; un secondo garage, con capacità per altre 50 automobili e raggiungibile con un ascensore, fu ricavato al posto della seconda stiva di carico. Per consentire delle celeri operazioni di imbarco e sbarco dei veicoli gommati, furono montati un portellone a poppa e due laterali a prua. A poppa furono montate delle controcarene laterali, per aumentare la riserva di galleggiabilità e migliorare le caratteristiche di stabilità della nave.
Furono poi profondamente riviste le sistemazioni per i passeggeri: le cabine e i dormitori di terza classe furono aboliti, le cabine di prima classe passarono a 85 (tutte dotate di servizi igienici), quelle di seconda a 62 e furono aggiunte anche due sale con poltrone reclinabili, per un totale di 88 posti. I posti letto, poltrone comprese, aumentarono quindi a 479. Infine, i motori principali furono revisionati e dotati di un sistema di sovralimentazione; l'aumento di potenza servì a compensare l'aumento di dislocamento dell'unità dopo la trasformazione, in modo da mantenerne inalterata la velocità di servizio e non perdere di competitività rispetto ai traghetti privati.

## Servizio
La Calabria era la terza unità di una serie di cinque navi passeggeri, le prime nuove costruzioni ordinate dalla Tirrenia dopo la Seconda Guerra Mondiale. Fu costruita presso il cantiere navale di Palermo, dove lo scafo fu impostato il 30 settembre 1950. La Calabria fu varata il 30 novembre 1952 e due settimane più tardi partì per le prove a mare, durante le quali mantenne la velocità media di 19,76 nodi per nove ore. Fu consegnata alla Tirrenia il 20 dicembre 1952 e il giorno dopo entrò in servizio, affiancando la gemella Sicilia sulla linea Civitavecchia - Olbia.
La Calabria fu la seconda unità della classe Regione ad essere convertita in traghetto ro-ro, entrando in cantiere a Trieste nel giugno 1967. Il 30 novembre la nave rientrò in servizio per Tirrenia sulla linea Civitavecchia - Cagliari, inaugurando i servizi ro-ro della compagnia di Stato da e per la Sardegna. Il 25 ottobre 1973 la nave fu coinvolta in un fortunale che colpì il porto di Palermo, causando ingenti danni. Il bacino galleggiante da 50 000 tonnellate, ormeggiato alla diga foranea, ruppe gli ormeggi e intrappolò la Calabria tra due moli, costringendo il traghetto a manovrare per 12 ore: la Calabria non riportò danni ingenti e in nottata, calmatosi lievemente il mare, poté ormeggiarsi nuovamente.
Il 3 ottobre 1978 la nave fu posta in disarmo per la prima volta. Nel 1979 fu noleggiata un mese alla CoTuNav, mentre tra maggio e ottobre dell'anno seguente fu noleggiata all'Adriatica di Navigazione. Tra dicembre 1980 e maggio 1981 fu utilizzata insieme alla gemella Sardegna, anch'essa in quel momento in disarmo, come alloggio per gli sfollati del terremoto dell'Irpinia. Negli anni successivi la Calabria fu impiegata solo sporadicamente e nel 1988 fu venduta per la demolizione a Ortona.

## Navi gemelle
- Sicilia
- Sardegna
- Campania Felix
- Lazio